# Frank Hilker
Frank Hilker (* 1969 in Bielefeld) ist ein deutscher Politiker (SPD). Er ist seit dem 1. November 2020 Bürgermeister von Detmold.

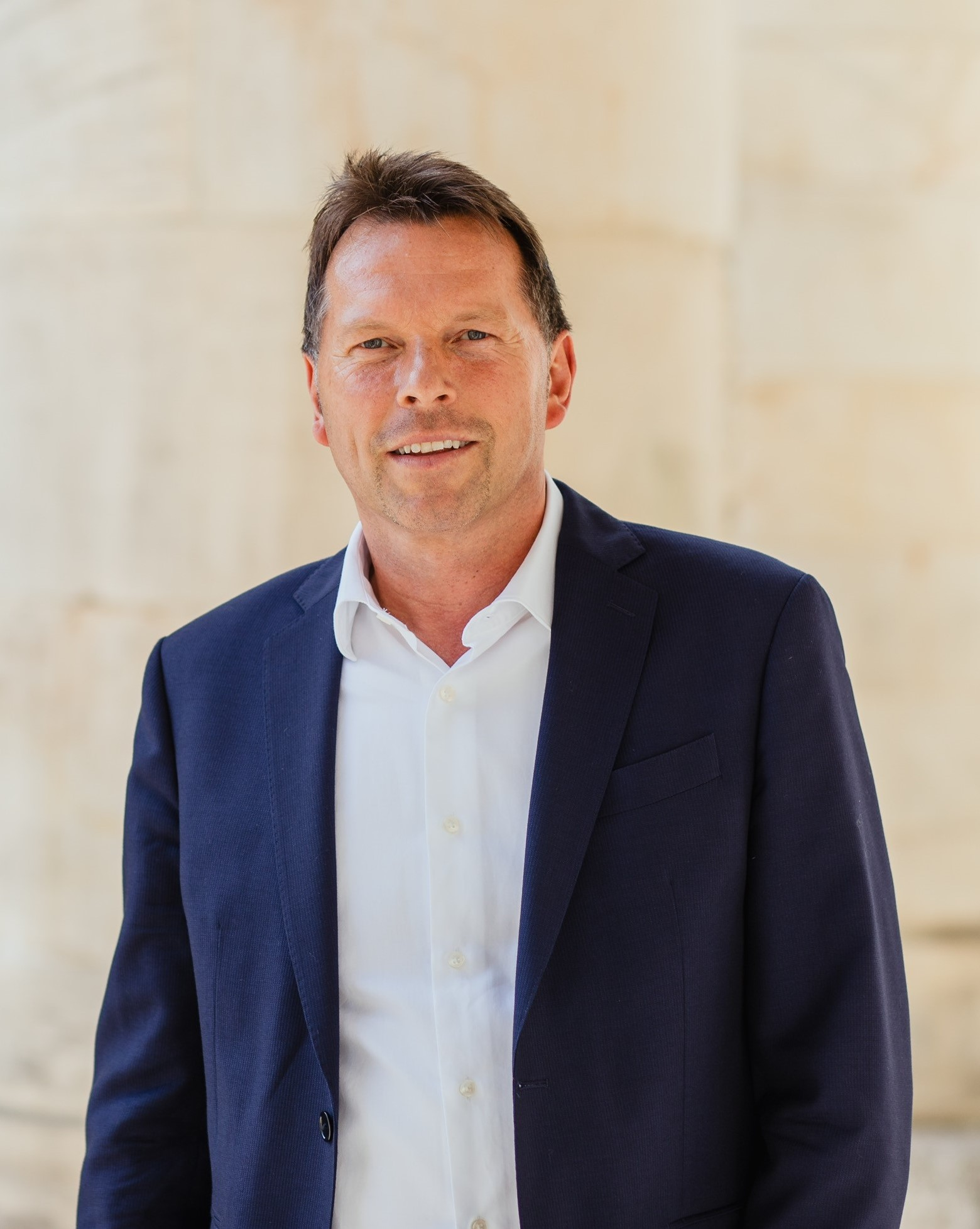
Frank Hilker 2020

## Leben und Beruf
Nach dem Abitur am Städtischen Gymnasium Bielefeld-Heepen absolvierte er eine Ausbildung zum Diplom-Verwaltungswirt bei der Stadt Bielefeld. Anschließend studierte er berufsbegleitend an der Verwaltungs- und Wirtschaftsakademie OWL Betriebswirtschaftslehre und schloss sein Studium als Diplom-Betriebswirt ab.
Bei der Stadt Bielefeld arbeitete Hilker zehn Jahre im Bereich Personalwirtschaft, ehe er im Jahr 2001 als Persönlicher Referent in das Sozialdezernat der Stadt Bielefeld wechselte. Hier leitete er das Projekt zum Aufbau des Jobcenters Arbeitplus Bielefeld, entwickelte verantwortlich ein Controlling- und Steuerungssystem im Sozialbereich mit dem Pilotprojekt „Wirkungsorientierte Steuerung der Sozial- und Jugendhilfe“ und gestaltete das Konzept Familienfreundliches Bielefeld.
Im Jahr 2015 wurde Frank Hilker mit breiter Mehrheit zum Kämmerer der Stadt Detmold gewählt. In dieser Funktion war er bis zum Jahr 2020 tätig.
Bei der nordrhein-westfälischen Kommunalwahl 2020 setzte er sich im ersten Wahlgang mit 54,86 % der abgegebenen Stimmen deutlich gegen Jörg Thelaner (CDU) und Steffen Stelzer (Die Partei) durch und wurde so zum Bürgermeister der Stadt Detmold gewählt.

## Politik
Frank Hilker setzte sich im Wahlkampf besonders für das Thema Familienfreundlichkeit ein. Zur Bündelung der Beratungsangebote für Familien in Detmold gründete im Jahr 2021 mit dem Familien.Info.Treff (F.I.T) eine zentrale familienfreundliche Kontakt- und Anlaufstelle für Familien, Kinder und Jugendliche in zentrale Lage in der Detmolder Innenstadt. Der F.I.T ist inzwischen das Grundmodell für mehrere vergleichbare Einrichtungen für Familien in Nordrhein-Westfalen.
Zuvor setzte er bereits das Projekt Sports4Kids auch in Detmold um, das er bereits in Bielefeld federführend implementiert hatte. Dabei erhalten alle Kinder in der Kita zum 4. Geburtstag einen Gutschein über ein Jahr kostenlose Mitgliedschaft im Sportverein ihrer Wahl. Er prägte den Sportbereich in Detmold auch durch die Implementierung eines hauptamtlichen Geschäftsführers des Stadtsportverbandes, mit dem er gemeinsam im Jahr 2024 das Heimspiel-OWL-Vereinshaus eröffnete – eine bundesweit einmalige Bündelung von vier Profisportvereinen aus OWL, von lokalen Sportvereinen und der inklusiven Sportangebote in Detmold.
Mit der Eröffnung des Lifeparks etablierte er gemeinsam mit einem Sponsor einen Baustein eines offenen Sportangebotes im Bereich Skating und Parcours.
Das von Hilker im Rahmen seines Wahlkampfes im Jahr 2019 entwickelte Anmietungsmodell von Gewerbeeinheiten bzw. Ladenlokalen in Innenstädten, das er im Rahmen des Detmolder Innenstadtkonzeptes InZukunftDetmold konzipierte, ist in das Landesförderprogramm für Innenstädte in Nordrhein-Westfalen eingeflossen und findet seitdem landesweit Anwendung.
Mit der Gründung der beiden Genossenschaften Britensiedlung und Breitefeld schaffte Hilker die strukturelle Voraussetzung für die Schaffung von zusätzlichem bezahlbaren Wohnraum für Familien, Studierende und Unternehmen in der ehemaligen Britensiedlung im Detmolder Norden. Dieses Genossenschaftsmodell, bei dem die Kommune, eine kommunale Gesellschaft und eine private Immobilienentwicklungsgesellschaft beteiligt sind, wird bundesweit als Detmolder Modell umgesetzt.
Hilker ist seit dem Jahr 2020 Mitglied im Präsidium des Städte- und Gemeindebundes NRW (StGB NRW) und ist Vorsitzender der Arbeitsgemeinschaft OWL des StGB NRW. Seit dem 1. Mai 2023 ist er Verwaltungsratsvorsitzender der fusionierten Sparkasse Paderborn-Detmold-Höxter.

## Persönliches
Frank Hilker wurde am 27. Februar 1969 in Bielefeld geboren. Aufgewachsen ist er auf einem Hof im Bielefelder Stadtteil Ubbedissen.
Seit er als Kämmerer und Erster Beigeordneter vom Rat der Stadt gewählt wurde, lebt und arbeitet er in Detmold.
Hilker ist verheiratet, hat zwei erwachsene Töchter und lebt in Detmold.
Seit seiner Kindheit war und ist er im und beim Sport vor allem im Fußball und Tennissport aktiv. Eine weitere Leidenschaft ist das Kochen.